# مراقبت‌های دارویی
مراقبت‌های دارویی یا دارودیدبانی  (به انگلیسی: Pharmacovigilance) (به اختصار PhV)، حوزه‌ای از بهداشت می‌باشد که در جهت نظارت بر بی خطری داروها و بر پایه روش‌هایی از قبیل سیستم‌های خودانگیخته گزارش دهی عوارض جانبی و مطالعات موردی – شاهدی و هم گروهی عمل می‌کند.